# Końskie
Końskie ist eine Stadt in Polen in der Woiwodschaft Heiligkreuz. Sie ist Sitz der Stadt-und-Land-Gemeinde Końskie und des Powiats Konecki.

## Geografische Lage
Końskie liegt im Nordwesten der Woiwodschaft Heiligkreuz. Die Stadt liegt am Rande des Kielcer Berglandes im Süden und der Tiefebene Masowiens im Norden. Die Umgebung ist von vielen Wäldern geprägt.
Die Landesstraße 74 verläuft etwa zehn Kilometer südwestlich von Końskie. Die hier nicht mehr im Personenverkehr betriebene Bahnstrecke Łódź–Dębica verläuft durch die Stadt.

## Geschichte
Die erste Siedlung an der Stelle des heutigen Końskie bestand im 11. Jahrhundert. Die erste schriftliche Erwähnung stammt aus dem Jahre 1124, als sie der Familie Odrowąż gehörte. 1220 wurde eine Pfarrei und eine Kirche errichtet. Der Ort war zum Zentrum der Verwaltung der Güter der Familie Odrowąż und auch zu deren religiösem Mittelpunkt geworden. Mitte des 16. Jahrhunderts hatte sich Końskie zu einem Zentrum der Stahlverarbeitung entwickelt. Neben 320 Eisenwerken gab es 40 Schmieden in der Umgebung.
In den 80er Jahren des 17. Jahrhunderts erwarb der Vogt Rafał Małachowic Końskie und weitere Dörfer der Umgebung. Vor allem den Bemühungen von Jan Małachowic ist es wohl zu verdanken, dass Końskie am 30. Dezember 1748 durch August III. das Stadtrecht nach Magdeburger Recht verliehen wurde. Durch die neuen Rechte entwickelte sich das Handwerk verstärkt und vor allem die Waffenherstellung gewann an Bedeutung für den Ort.
Im 18. Jahrhundert nahm die Bedeutung der Stahlindustrie weiter zu, es wurden Hochöfen errichtet und es kam zum größten wirtschaftlichen Aufschwung für die Stadt. In der zweiten Hälfte des 18. Jahrhunderts wurden ein jüdischer Friedhof und eine Synagoge errichtet, eine der wichtigsten Holzsynagogen Polens. In der zweiten Hälfte des 19. Jahrhunderts erwarb der Graf Jan Tarnowski die Stadt, die im Jiddischen Kinsk (קינסק) genannt wurde. Der Anschluss an das Schienennetz über eine Teilstrecke der heutigen Bahnstrecke Łódź–Dębica erfolgte 1885. Zu Beginn des Ersten Weltkrieges wurde die Stadt von österreichischen Truppen besetzt.
Nach dem Beginn des Zweiten Weltkrieges wurde Końskie bereits am 3. September 1939 durch Flieger der Wehrmacht bombardiert. Dabei wurde unter anderem der Bahnhof zerstört.
Am 12. September 1939 wurden Einwohner, vor allem Juden, gezwungen, ein Grab für vier deutsche Soldaten auszuheben. Es verbreitete sich das – nicht der Wahrheit entsprechende – Gerücht, die Toten seien verstümmelt. Die Situation eskalierte in Gewaltakten gegen die Juden, die schließlich in Panik zu schreien begannen und vom offenen Platz in Richtung eines großen Torbogens auf der gegenüberliegenden Häuserreihe liefen. Der Leutnant der Reserve Bruno K. sah aus einem sich nähernden Militärfahrzeug heraus die schreienden Juden auf das Tor zulaufen und eröffnete mit seiner Pistole das Feuer. Die etwa 40 bis 50 Wehrmachtssoldaten, die sich noch auf dem Platz befanden, begannen daraufhin ebenfalls, wild in die Menge der Flüchtenden oder in die Luft zu schießen. Dabei starben 22 Menschen.

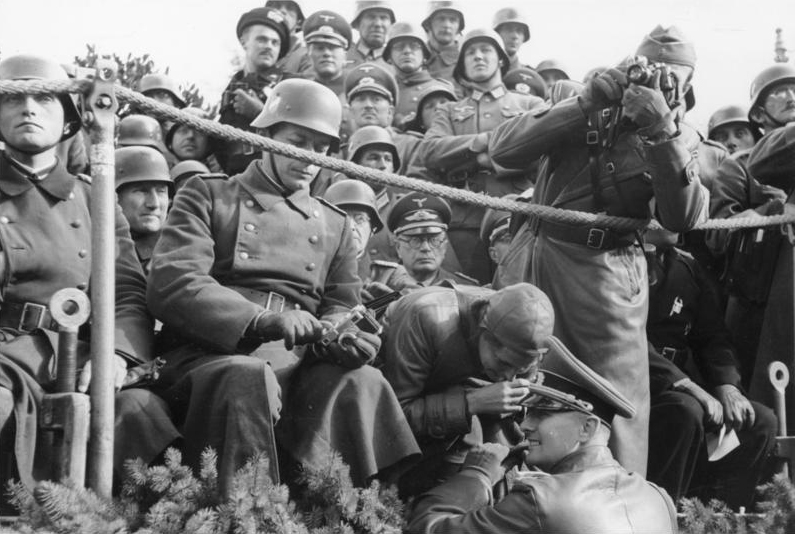
Leni Riefenstahl (mit Lederkappe) gibt einem vor ihr stehenden Offizier Anweisungen für die Ausrichtung der Kameras, die die Siegesparade am 5. Oktober 1939 in Warschau dokumentieren

Die deutsche Filmregisseurin Leni Riefenstahl protestierte bei Generaloberst Walter von Reichenau, dem Oberbefehlshaber der 10. Armee, gegen den Vorfall. Dennoch beendete sie ihre Dokumentation über den Krieg gegen Polen nicht, sondern blieb vor Ort und dokumentierte auch die Siegesparade der Wehrmacht vor Hitler in Warschau am 5. Oktober 1939.
Von Reichenau ließ am 14. September in Konskie den hauptverantwortlichen Täter K. vor ein Feldkriegsgericht stellen. Das aus drei Kriegsrichtern der 10. Armee bestehende Gericht kam zu dem Urteil, K. habe nicht aus einer militärischen Notwendigkeit heraus gehandelt, sondern mit der Absicht, wahllos Zivilisten zu töten. Der Angeklagte wurde wegen Totschlags zu zwei Jahren Gefängnis verurteilt. Die anderen Wehrmachtsangehörigen, die blindlings in die Menge geschossen hatten, wurden nicht zur Verantwortung gezogen.
Während dieser Zeit wurde auch die Synagoge in Brand gesteckt und vernichtet. Ein Ghetto für die Juden wurde errichtet und ein Judenrat gebildet. Da die polnischen Besitzer der Grundstücke ihre Grundstücke weiter benutzen durften, war das Ghetto relativ offen und damit waren die Bedingungen, im Verhältnis zu anderen Ghettos, weniger schlimm. Trotz allem war es überfüllt. Etwa 7500 Menschen mussten zeitweilig hier leben, davon etwa 2000 Juden, die aus Łódź, Płock und Warschau geflohen waren.
Das Ghetto wurde im November 1942 aufgelöst. Die meisten Juden wurden ins Vernichtungslager Treblinka deportiert und dort ermordet. Einige hundert Juden konnten sich verstecken bzw. verblieben für Arbeiten in der Landwirtschaft oder Ähnliches in der Stadt. Am 6./7. Januar 1943 wurden aber auch sie zuerst in ein Ghetto in Szydłów und anschließend nach Treblinka deportiert. Nur knapp 300 Juden von Końskie überlebten den Holocaust.
Deutscher Verantwortlicher in diesem Ort war der Kreishaupt- und SA-Mann Gustav Albrecht ein Jurist, zu Hause ein einfacher Verwaltungsmitarbeiter, seit 1937 NSDAP-Mitglied. Der Krieg führte ihn dann zur Karriere. Die Juden, die anfänglich 46 % der Bevölkerung in diesem Kreis ausmachten, bekamen nicht einmal die geringen vom Besatzer vorgesehenen Essens-Rationen. Albrecht behauptete, ihr Hungern sei die Strafe dafür, dass sie den Krieg begonnen haben und schon im Ersten Weltkrieg den Hungertod von hunderttausenden Deutschen verursacht haben. Er wolle, dass es jetzt umgekehrt läuft. An Vorgesetzte meldete Albrecht, dafür zu sorgen, dass zuerst die Juden verhungern und dann erst die Polen. Sein Verhalten beruhte auf Eigeninitiative, entsprechende Befehle an ihn sind nicht bekannt.
Während der Besetzung waren die umliegenden Wälder Ort zahlreicher Partisanenaktivitäten. Unter anderem war hier das erste Wirken der Abteilung von Major Henryk Dobrzański (Deckname Hubal).
1975 verlor der Ort seinen Sitz als Powiat und wurde Teil der Woiwodschaft Kielce. Bei einer erneuten Reform der Verwaltungseinheiten 1999 bekam es den Sitz wieder zurück und wurde Teil der Woiwodschaft Heiligkreuz.

### Religionen
Der erste Beleg einer jüdischen Gemeinde stammt aus dem Jahre 1588, als sie von Sigismund III. Wasa das Recht erhielt, frei mit Lebensmitteln zu handeln.
1796 lebten 2534 Juden in der Stadt. 1827 sind es nur noch 1703. Danach wächst die Zahl kontinuierlich und erreicht am 1. September 1939 6500. Der erste namentlich bekannte Rabbi war R. Yekutiel, der ab 1820 hier lebte. R. Meir Weingarten begann 1922 seine Arbeit und war der letzte Rabbi von Końskie.

### Einwohnerentwicklung
| Jahr          | 1827  | 1857  | 1921  | 2004   |
| Einwohnerzahl | 3.367 | 6.521 | 8.291 | 22.454 |

## Gemeinde
In der Stadt-und-Land-Gemeinde (gmina miejsko-wiejska) Końskie leben etwa 36.000 Menschen.

## Wappen
Das erste Wappen entstand mit dem Erhalt des Stadtrechts 1748 und zeigte die Initialen von Jan Małachowic J.K.M. und den Schriftzug Końskie Wielkie auf rotem Grund.

## Städtepartnerschaften
- Šaľa (Slowakei)
- Mohyliw-Podilskyj (Ukraine)

## Kultur und Sehenswürdigkeiten

### Bauwerke
- Palast mit dazugehörigem Park (18. Jahrhundert)
- Pfarrkirche des Heiligen Nikolaus (1492–1520 errichtet, im 19. und 20. Jahrhundert umgebaut)